# Carthage, Illinois
Carthage är en stad som är huvudort (county seat) i Hancock County i Illinois i USA. Vid 2010 års folkräkning hade Carthage 2 605 invånare. 
Carthage grundades på 1830-talet och är mest känt för att mormonkyrkans grundare Joseph Smith och hans bror Hyrum Smith mördades i stadens häkte i juni 1844. Vid den tiden hade mormonkyrkan sitt högkvarter i den näraliggande staden Nauvoo. Häktet ägs nu av kyrkan och drivs som museum.